# Ni1 Lupi
Ni1 Lupi (ν1 Lup / HD 136351 / GJ 3901) es una estrella de la constelación de Lupus, el lobo, de magnitud aparente +4,96. Comparte la denominación de Bayer Ni con ν2 Lupi, de la que está separada visualmente 23 minutos de arco.
Las dos estrellas no están físicamente relacionadas, ya que mientras Ni1 Lupi se encuentra a 111 años luz de distancia, Ni2 Lupi se encuentra a sólo 47 años luz.
La clasificación estelar de Ni1 Lupi varía según la fuente consultada. Considerada una enana amarilla de tipo espectral F8V en el Bright Star Catalogue, en la base de datos SIMBAD aparece catalogada como una estrella gigante o subgigante de tipo F6III-IV.
Sus parámetros de luminosidad —10 veces mayor que la luminosidad solar— y radio —2,6 veces mayor que el radio solar— sugieren que la estrella está abandonando, si no lo ha hecho ya, la secuencia principal.
Ni1 Lupi tiene una temperatura superficial de 6340 K.
Su masa es un 58% mayor que la masa solar y su contenido metálico es muy semejante al del Sol ([Fe/H] = -0,01).
Su velocidad de rotación —2,8 km/s— no es mucho más alta que la del Sol —aproximadamente 2 km/s—, si bien dicho valor es un límite inferior, ya que la velocidad real depende de la inclinación que tenga su eje de rotación.